# 伊格朗德 (索恩-卢瓦尔省)
伊格朗德（法語：Iguerande，法語發音：[iɡʁɑ̃d]）是法国索恩-卢瓦尔省的一个市镇，属于沙罗勒区。

## 地理
伊格朗德（46°12'19"N, 4°4'43"E）面积21.43 平方千米，位于法国勃艮第-弗朗什-孔泰大區索恩-卢瓦尔省，该省份为法国中部省份，北起顺时针与科多尔省、汝拉省、安省、罗讷省、卢瓦尔省、阿列省和涅夫勒省接壤。
与伊格朗德接壤的市镇（或旧市镇、城区）包括：马伊、布列农、圣皮埃尔拉诺阿耶、弗勒里拉蒙塔涅、默莱、滨湖圣马丹。

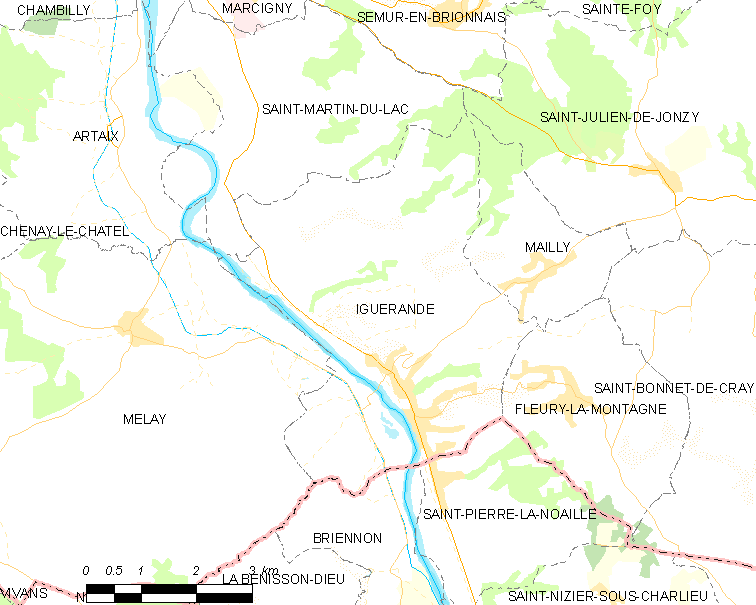
的OSM定位图

伊格朗德的时区为UTC+01:00、UTC+02:00（夏令时）。

## 行政
伊格朗德的邮政编码为71340，INSEE市镇编码为71238。

## 政治
伊格朗德所属的省级选区为绍法耶县。

## 人口

1962-2008年间人口变化图示

伊格朗德于2022年1月1日时的人口数量为1001人。